# Aéroport de Korla
L'aéroport de Korla est un aéroport desservant la ville de Korla, dans la province occidentale de Xinjiang en Chine.